# Liste der Kulturdenkmäler in Kirchbauna
Die Liste der Kulturdenkmäler in Kirchbauna enthält alle Kulturdenkmäler im Stadtteil Kirchbauna der nordhessischen Mittelstadt Baunatal, die in der vom Landesamt für Denkmalpflege Hessen 2011 herausgegebenen Denkmaltopographie veröffentlicht wurden.

## Legende
- Bezeichnung: Nennt den Namen, die Bezeichnung oder die Art des Kulturdenkmals.
- Lage: Nennt den Straßennamen und wenn vorhanden die Hausnummer des Kulturdenkmals. Die Grundsortierung der Liste erfolgt nach dieser Adresse. Der Link „Karte“ führt zu verschiedenen Kartendarstellungen und nennt die Koordinaten des Kulturdenkmals.
- Datierung: Gibt die Datierung an; das Jahr der Fertigstellung bzw. den Zeitraum der Errichtung. Eine Sortierung nach Jahr ist möglich.
- Beschreibung: Nennt bauliche und geschichtliche Einzelheiten des Kulturdenkmals, vorzugsweise die Denkmaleigenschaften.
- Objekt-Nr: Gibt, sofern vorhanden, die vom Landesamt für Denkmalpflege vergebene Objekt-ID des Kulturdenkmals an.

## Denkmalliste
| Bild                               | Bezeichnung                        | Lage                                                                | Beschreibung | Bauzeit                 | Objekt-Nr. |
| ---------------------------------- | ---------------------------------- | ------------------------------------------------------------------- | --- | ----------------------- | ---------- |
| Gesamtanlage historischer Ortskern | Gesamtanlage historischer Ortskern | Am Lindenstein Lage                                                 | Gesamtanlage historischer Ortskern: Am Lindenstein 1-5, 2-6; Am Stege 2, 4; Am Wehrteich 1, 2; An der Kirche 1, 2, 4, 6, 8, 10-12, 14; Hermann-Schafft-Straße 1-5, 7, 9-11, 13, 17, 19, 21, 10, 12, 14-18, 20 | Mitte 18. Jh. / 19. Jh. |            |
| Wohnhaus                           | Wohnhaus                           | Am Stege 2 LageFlur: 6, Flurstück: 104/52, 51/1                     | Wohnhaus einer dreiseitigen Hofanlage, zweigeschossiger Rähmbau | bez. 1857               | 87984 DDB  |
| Hofanlage                          | Hofanlage                          | Am Wehrteich 1 LageFlur: 7, Flurstück: 18/1                         | Hofanlage mit giebelständigem Wohnhaus, Stalltrakt und groß dimensionierter Scheune | Mitte 18. Jh.           | 87985 DDB  |
| weitere Bilder                     | Evangelische Kirche                | An der Kirche, An der Kirche 10a LageFlur: 4, Flurstück: 33/3, 34/1 | Evangelische Kirche | 1773                    | 87983 DDB  |
| weitere Bilder                     | Ehem. Hofanlage                    | An der Kirche 1 LageFlur: 5, Flurstück: 25/4                        | Ehemalige Hofanlage mit zweigeschossigem Fachwerkgebäude und Scheunentrakt mit weit auskragendem Vordach | Ende 18. Jh.            | 87986 DDB  |
| weitere Bilder                     | Hofanlage                          | An der Kirche 4 LageFlur: 5, Flurstück: 17/6                        | Hofanlage mit Wohn- und Wirtschaftsgebäude, ehemaliges Ernhaus | 2. Hälfte 18. Jh.       | 87987 DDB  |
| weitere Bilder                     | Hofanlage                          | An der Kirche 6 LageFlur: 1, 5, Flurstück: 58/2, 27/5               | Winklige Hofanlage mit zweigeschossigem Wohnhaus und einem rechtwinklig anschließenden Scheunentrakt | Mitte 18. Jh.           | 87988 DDB  |
| weitere Bilder                     | Ehem. Schule                       | An der Kirche 8 LageFlur: 4, Flurstück: 22/1                        | Ehem. Schule - großvolumiges Gebäude, zweigeschossiger Rähmbau | Mitte 19. Jh.           | 87989 DDB  |
| weitere Bilder                     | Wohnhaus                           | An der Kirche 14 LageFlur: 4, Flurstück: 25/6                       | Zweigeschossiges giebelständiges Wohnhaus | Mitte 18. Jh.           | 87990 DDB  |
| Ehem. Schule                       | Ehem. Schule                       | Hermann-Schafft-Straße 7 LageFlur: 6, Flurstück: 61/1               | Ehemalige Schule - Zweigeschossiges Fachwerkgebäude | 1725                    | 88413 DDB  |
| weitere Bilder                     | Streckhofanlage                    | Hermann-Schafft-Straße 12 LageFlur: 5, Flurstück: 43/9              | Streckhofanlage, nördlicher Gebäudeabschnitt als zweigeschossige Rähmkonstruktion; | bez. 1820               | 88388 DDB  |
| weitere Bilder                     | Streckhof                          | Hermann-Schafft-Straße 13 LageFlur: 6, Flurstück: 57/1              | Streckhof, Wohnbereich mit Eichenfachwerkgefüge | bez. 1837               | 87991 DDB  |
| weitere Bilder                     | Hofanlage                          | Hermann-Schafft-Straße 19 LageFlur: 6, Flurstück: 140/50            | Dreiseitige Hofanlage mit zweigeschossigem Wohngebäude mit Fachwerkkonstruktion | 1811                    | 87992 DDB  |
| weitere Bilder                     | Streckhof                          | Hermann-Schafft-Straße 20 LageFlur: 4, Flurstück: 28/3              | Streckhof mit zweigeschossigem Fachwerkbau | bez. 1849               | 87993 DDB  |
| weitere Bilder                     | Brücke über die Bauna              | Schützenstraße LageFlur: 3, Flurstück: 159/15                       | Verkehrsbrücke im Bereich der alten Landstraße von Frankfurt nach Kassel über die Bauna | 1767                    | 87994 DDB  |